# Afrocentricidade

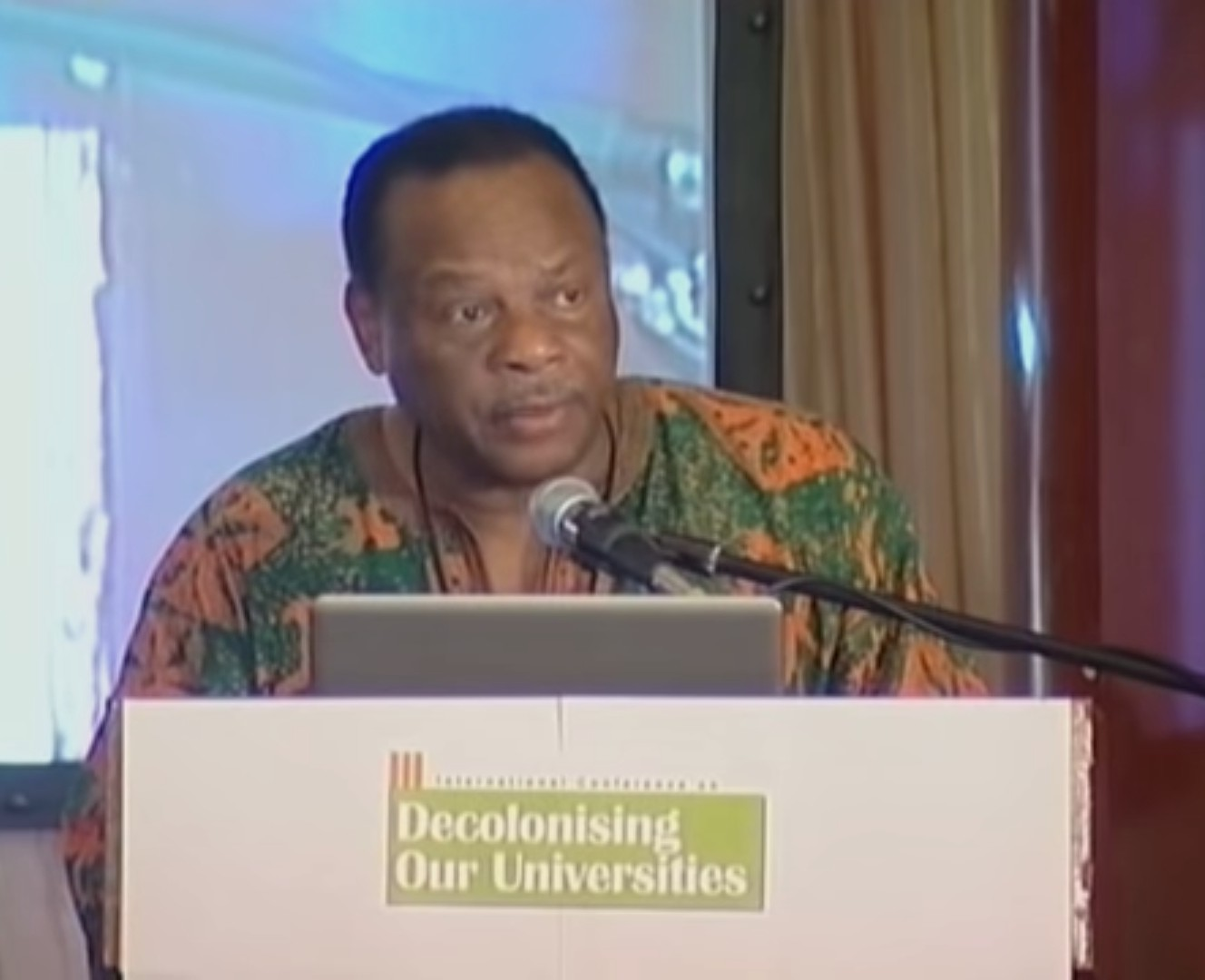
Molefi Kete Asante, Estados Unidos

Afrocentricidade é uma teoria acadêmica e uma abordagem acadêmica que procura centrar as experiências e os povos de África e da diáspora africana nos seus próprios contextos históricos, culturais e sociológicos. Foi desenvolvida pela primeira vez como uma metodologia sistematizada por Molefi Kete Asante em 1980, com inspiração em vários intelectuais africanos e da diáspora africana, incluindo Cheikh Anta Diop, George James, Harold Cruse, Ida B. Wells, Langston Hughes, Malcolm X, Marcus Garvey, e WEB Du Bois. O Círculo de Temple (Temple Circle, em inglês), também conhecido como Escola de Pensamento de Temple, Círculo de Temple da Afrocentricidade, ou Escola de Temple da Afrocentricidade, foi um dos primeiros grupos de Africologistas, organizados durante o final dos anos 1980 e início da década de 1990, que ajudou a desenvolver ainda mais a afrocentricidade. A afrocentricidade tem como base os conceitos de agência, centralização, localização e orientação.

## Definição
O termo afrocentricidade foi cunhado para evocar a "centralidade africana" e, como paradigma unificador, baseia-se nos estudos negros e nos estudos africanos. Aqueles que se identificam como especialistas em Afrocentricidade, incluindo historiadores, filósofos e sociólogos, autodenominam-se "Africologistas" ou, por vezes, "Afrocentristas". Os africologistas procuram fundamentar o seu trabalho na perspectiva e na cultura comuns aos povos africanos e centrar os povos africanos e as suas experiências como agentes e sujeitos.
Ama Mazama definiu o paradigma da Afrocentricidade como sendo composto pela “ontologia / epistemologia, cosmologia, axiologia e estética dos povos africanos” e como sendo “centrado nas experiências africanas”, que então transmite a “voz africana”. Segundo ela, a afrocentricidade incorpora a dança, a música, os rituais, as lendas, a literatura e as oraturas africanas como características principais da sua abordagem expositiva. As características axiológicas da afrocentricidade que Mazama identifica incluem explorações da ética africana, e os aspectos estéticos incorporam a mitologia africana, o ritmo e as artes performativas. Mazama também argumenta que a afrocentricidade pode integrar aspectos das espiritualidades africanas como componentes essenciais das cosmovisões africanas. Mazama vê a espiritualidade e outros métodos intuitivos de aquisição de conhecimento e respostas emocionais usados no paradigma como um contrapeso à racionalidade, e a experiência em primeira mão destes artefactos culturais e espirituais pode informar o Afrocentricidade. Mazama indica que muitos dos termos e conceitos utilizados na Afrocentricidade pretendem mudar o estatuto conceptual dos africanos, de objetos sobre os quais se atua, para sujeitos que são agentes que atuam.
Em contraste com a ideologia hegemônica do eurocentrismo, o paradigma da afrocentricidade é argumentado pelos africologistas como sendo não hierárquico e pluralista e não pretendendo suplantar o "'conhecimento branco ' pelo 'conhecimento negro'". Sendo uma teoria holística multidisciplinar com um forte foco na localização e agência dos africanos, a afrocentricidade foi concebida para não aceitar o papel de subalternidade prescrito aos africanos pelo eurocentrismo. Um aspecto importante da afrocentricidade é, portanto, a desconstrução e a crítica da hegemonia, do racismo e do preconceito.
Os africologistas, que produzem trabalhos acadêmicos afrocêntricos, identificam seu campo profissional como Afrocentricidade – e não Afrocentrismo. Crucialmente, nem todos os trabalhos acadêmicos que se concentram em temas africanos ou afro-americanos são necessariamente afrocêntricos e nem os trabalhos sobre teorias melanistas nem aqueles enraizados em questões de cor da pele, biologia ou determinismo biológico; isto significa que algumas reivindicações de afrocentricidade não fazem estritamente parte do paradigma, e certas críticas a ideias supostamente afrocêntricas podem não ser críticas à afrocentricidade por si só.

## História
Midas Chanawe descreveu em sua pesquisa histórica sobre o desenvolvimento da Afrocentricidade como as experiências do comércio transatlântico de escravos, da Passagem Média e da proibição legal da alfabetização, compartilhadas por afro-americanos escravizados, seguidas pela experiência de culturas duais (por exemplo, africanismos, Americanismos, etc), fez com que alguns afro-americanos reexplorassem a sua herança cultural africana em vez de optarem por serem americanizados . Além disso, a experiência afro-americana de racismo contínuo enfatizou a importância que a cultura e a sua natureza relativa poderiam ter na sua formação intelectual. Estes fatores em conjunto cultivaram uma base para o desenvolvimento da Afrocentricidade. Exemplos dos tipos de argumentos que vieram antes da afrocentricidade incluem artigos publicados no Freedom's Journal (1827) que traçaram conexões entre africanos e antigos egípcios, abolicionistas afro-americanos, como Frederick Douglass e David Walker, que destacaram as realizações dos antigos egípcios como Africanos para minar a afirmação da supremacia branca de que os africanos eram inferiores, e as afirmações do Pan-Africanista, Marcus Garvey, que argumentou que o antigo Egito lançou as bases para a civilização na história mundial. Estas ideias seriam ecoadas nos contextos do Nacionalismo Negro, da Negritude, do Pan-Africanismo, do movimento Black Power  e do movimento Black is Beautiful que serviram como arautos para o desenvolvimento formal da Afrocentricidade.
Molefi Kete Asante data o primeiro uso do termo, "Afrocêntrico", em 1964, quando o Instituto de Estudos Africanos estava sendo estabelecido em Gana e seu fundador, Kwame Nkrumah, disse ao Conselho Editorial da Enciclopédia Africana : "[O] Projeto Africana deve ser francamente afrocêntrico na sua interpretação da história africana e das instituições sociais e culturais dos africanos e dos povos de ascendência africana em todos os lugares." Outros antecedentes da Afrocentricidade identificados por Asante incluem o trabalho de 1948 de Cheikh Anta Diop quando ele introduziu a ideia de uma "Renascença Africana", o tratado de J. A. Sofala de 1973 , A Cultura e Personalidade Africana, e as três publicações de 1973 da The Afrocentric Review. Seguindo o exemplo destes e de outros intelectuais africanos anteriores, Asante propôs formalmente o conceito de Afrocentricidade numa publicação de 1980, Afrocentricity: The Theory of Social Change, e refinou ainda mais o conceito em The Afrocentric Idea (1987). Outras publicações influentes que ajudaram a desenvolver a afrocentricidade incluem Understanding the Afrocentric Worldview, de Linda James Myers (1988), Kemet, Afrocentricity and Knowledge, de Asante (1992), a compilação editada de Ama Mazama, The Afrocentric Paradigm (2003), e An Afrocentric Manifesto, de Asante (2007).
A Universidade Temple, sede institucional de Molefi Kete Asante e local do primeiro programa de doutorado na área de Estudos Africanos, que em Temple é denominado "Africologia" e Estudos Afro-Americanos, é amplamente considerada a principal instituição em estudos em Afrocentricidade. Além de Molefi Kete Asante, a afrocentricidade se desenvolveu entre o "Círculo de Temple" (com intelectuais como Abu Abarry, Kariamu Welsh Asante, Terry Kershaw, Tsehloane Keto, Ama Mazama, Theophile Obenga, dentre outros). Como resultado do desenvolvimento académico da Afrocentricidade, desenvolveram-se várias revistas acadêmicas e associações profissionais nos Estados Unidos da América e em África. Como um empreendimento intelectual global, a Afrocentricidade é estudada, ensinada e exemplificada em instituições e locais, como o Quilombismo (que foi iniciado por Abdias Nascimento) no Brasil, o Universitario del Pacifico em Buenaventura, Colômbia, os programas do Africamaat em Paris, França, o Centro para o Renascimento Africano da Universidade da África do Sul na África do Sul, um programa de formação operado por Stanley Mkhize na Universidade de Witwatersrand na África do Sul, e o Instituto Molefi Kete Asante na Filadélfia, Pensilvânia, Estados Unidos. Também se desenvolveram conferências africológicas, como a Conferência Cheikh Anta Diop. A teoria da Afrocentricidade também teve impacto subsequente em outros campos e teorias acadêmicas, como na antropologia, educação, teoria do jazz, linguística, teoria organizacional e educação física.

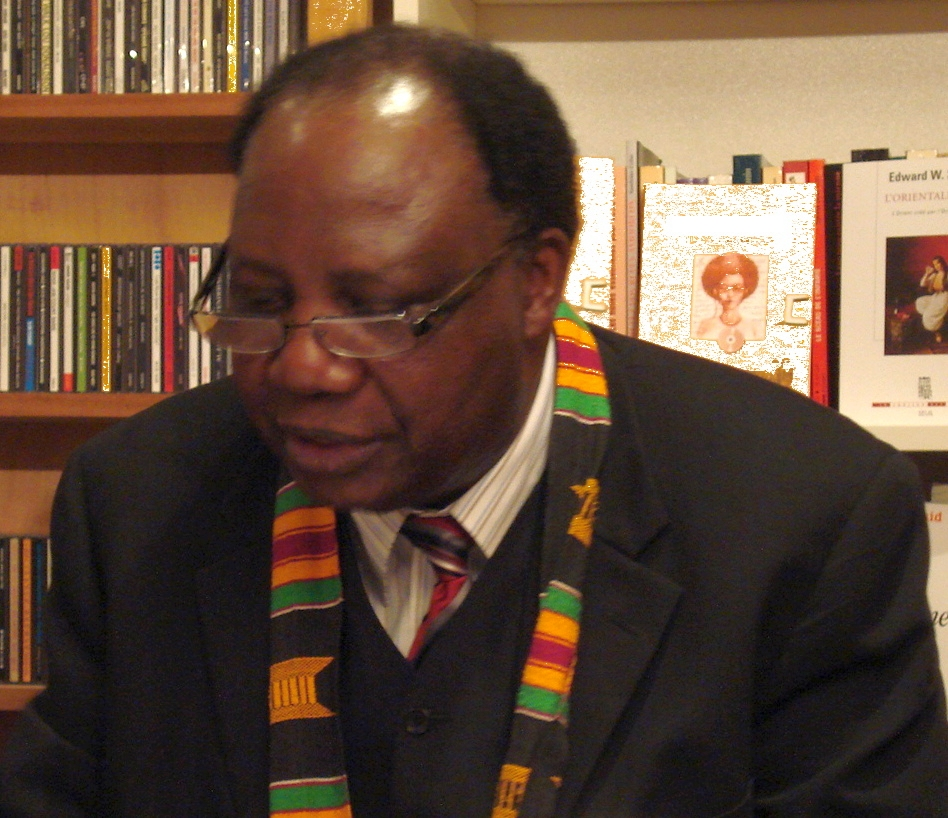
Theophile Obenga, República do Congo

## Diferenças entre Afrocentricidade e Afrocentrismo
Afrocentricidade e Afrocentrismo não são sinónimos, e, pelo contrário, são distintos um do outro e não devem ser confundidos um com o outro. Molefi Kete Asante explica:
A título de distinção, a Afrocentricidade não deve ser confundido com a variante Afrocentrismo. O termo “Afrocentrismo” foi usado pela primeira vez pelos oponentes do Afrocentrismo que, no seu zelo, viam-no como o reverso do Eurocentrismo. O adjetivo “Afrocêntrico” na literatura acadêmica sempre se referiu a “Afrocentricidade”. No entanto, o uso do “Afrocentrismo” refletiu uma negação da ideia de Afrocentricidade como um paradigma positivo e progressista. O objetivo era atribuir um significado religioso à ideia de centralidade africana. No entanto, passou a referir-se a um amplo movimento cultural do final do século XX que possui um conjunto de ideias filosóficas, políticas e artísticas que fornecem a base para as dimensões musicais, indumentárias e estéticas da personalidade africana. Por outro lado, a afrocentricidade, tal como a defini anteriormente, é uma teoria da agência, isto é, a ideia de que os povos africanos devem ser vistos e verem-se a si próprios como agentes e não como espectadores da revolução e da mudança histórica. Para este fim, a Afrocentricidade procura examinar todos os aspectos do lugar dos africanos na vida histórica, literária, arquitetônica, ética, filosófica, econômica e política.
Além de Molefi Kete Asante, muitos outros acadêmicos explicaram que a afrocentricidade e o afrocentrismo são distintos um do outro e que os críticos muitas vezes confundiram os dois quando criticaram o afrocentrismo.  Além disso, Asante indica que, ao confundir Afrocentricidade com Afrocentrismo, os críticos do Afrocentrismo caracterizaram erroneamente a Afrocentricidade como sendo um "movimento 'religioso' baseado num paradigma essencialista." Outros acadêmicos também criticaram as críticas à afrocentricidade que buscam defini-la como um movimento religioso. A historiadora e antropóloga médica Katherine Bankole-Medina observa que, em vez de procurar compreender a teoria da afrocentricidade ou envolver-se num discurso construtivo com os estudiosos da teoria, muitos acadêmicos críticos procuram criticar e desacreditar a teoria, bem como envolver-se no "militarismo intelectual". Consequentemente, entre o afrocentrismo e a afrocentricidade, muitos académicos críticos tendem a ignorar a sua distinção chave de sufixos (ou seja, -ismo e -icidade). O filósofo Mogobe Ramose indicou que, em contraste com a afrocentricidade, o afrocentrismo tem sido caracterizado como uma noção que nega a ideia de que a afrocentricidade é um “paradigma positivo e progressista”.
Outros acadêmicos indicaram que, uma vez que a afrocentricidade se tornou cada vez mais conhecida dentro e fora da academia, resultou no desenvolvimento por parte de não-acadêmicos de suas próprias formas de análise que não são tão precisas ou exatas e estas formas de análise, as quais foram desenvolvidas posteriormente e fogem da visão original dos acadêmicos africologistas, foram incorporadas em várias formas de mídia (por exemplo, músicas e filmes). Esta forma de cultura popular, do afrocentrismo, também foi posteriormente confundida com a metodologia sistemática da afrocentricidade. Como resultado dos equívocos populares sobre o que não é a afrocentricidade, Stewart indica que isto teve um impacto negativo em termos de percepção pública. Alguns acadêmicos afirmaram que, embora o afrocentrismo seja uma cultura popular, a afrocentricidade é uma teoria acadêmica e que a afrocentricidade tem sido descrita pelos meios de comunicação de massa e pelos críticos como sinônimo de afrocentrismo, a fim de tentar descaracterizar e/ou invalidar a afrocentricidade. Maulana Karenga indicou que existem distinções entre a compreensão pública do afrocentrismo que tem sido transmitida através dos meios de comunicação de massa, que é defendida por alguns proponentes e por alguns críticos do afrocentrismo, e a conceitualização acadêmica de afrocentricidade defendida pelos africologistas. Karenga indica que a afrocentricidade é um paradigma e/ou uma metodologia intelectual, enquanto o afrocentrismo, como o próprio sufixo do termo indica (ou seja, -ismo), é uma disposição ideológica e política. Além disso, Karenga indica que, na Afrocentricidade, os comportamentos africanos e a cultura africana estão sujeitos a exame através da lente centrada nos ideais africanos. Babacar M'Baye indica que, ao contrário do afrocentrismo, a teoria intelectual da afrocentricidade agrega valor ao campo dos estudos negros.
Alguns acadêmicos, como Johathan Gayles,  afirmaram que algumas das visões mais radicais do afrocentrismo foram atribuídas injustamente a Molefi Kete Asante.
Alguns acadêmicos indicaram que a afrocentricidade difere do afrocentrismo, e que o afrocentrismo é frequentemente confundido com o etnonacionalismo, muitas vezes simplificado para orgulho negro ou história negra romantizada, e ainda muitas vezes mal interpretado por acadêmicos progressistas/liberais como sendo uma versão negra do nacionalismo branco, ou como sendo uma versão negra do eurocentrismo. Afirmam ainda o afrocentrismo como sendo uma noção baseada na supremacia negra e como sendo o equivalente negro do eurocentrismo hegemónico.  Rasekoala afirma que, embora o Afrocentrismo tenha sido caracterizado como uma ideologia centrada nos traços culturais (por exemplo, costumes, hábitos, tradições, valores, sistemas de valores) dos africanos, a afrocentricidade é uma metodologia que se centra na posicionalidade, agência e experiências dos africanos.

Em 1991, o New York Times apresentou o termo afrocentrismo em oposição à afrocentricidade e os críticos da afrocentricidade avançaram neste esforço e continuamente corroboraram com essa ideia. Itibari Zulu alega que o Afrocentrismo era um termo imposto, que fazia parte de uma grande narrativa enganosa, destinada a inviabilizar e reduzir a dinâmica do paradigma do Afrocentricidade que estava a ser adotado e utilizado.
Asante indica que o afrocentrismo é posterior à afrocentricidade como conceito.  Outros estudiosos indicam que o que veio a ser conhecido como afrocentrismo existe entre as comunidades negras há séculos como uma compreensão política de base e uma tradição narrativa sobre a história da África e dos africanos, que contrasta e é distinta da teoria da afrocentricidade e da africologia, movimento que se desenvolveu na década de 1980. Além disso, o uso do termo "afrocêntrico" existe desde antes do nascimento de Kete Asante, e  apenas posteriormente foi incorporado à metodologia e paradigma afrocêntrico criado por Asante.  Como Asante ainda observa, embora a centralidade africana possa sugerir uma limitação geográfica, a afrocentricidade pode ser realizada em qualquer parte do mundo como uma forma de estudo acadêmico.
Embora existam diferentes designações (por exemplo, africanidade, afrocentricidade gloriana, afrocentricidade proletária) para a afrocentricidade, Charles Amo‑Agyemang indica que a afrocentricidade não deve ser confundida com o afrocentrismo e não procura substituir o eurocentrismo. Dado que a afrocentricidade centra a identidade africana e privilegia os conceitos, as tradições e a história dos africanos, Amo‑Agyemang indica que a afrocentricidade clarifica, desconstrói e mina as epistemologias hegemónicas; também, que serve como um método libertador que “nega/repudia a exploração, a opressão, a repressão, a dominação e a marginalidade do conhecimento cultural indígena” e procura a "democratização do conhecimento, a des-hegemonização do conhecimento, a desocidentalização do conhecimento e a de-europeização do conhecimento".

## Críticas e respostas às críticas
Os principais críticos da afrocentricidade foram Tunde Adeleke (por exemplo, The Case Against Afrocentrism, 2009), Clarence Walker (por exemplo, Why We Can't Go Home Again, 2001), Stephen Howe (por exemplo, Afrocentrism: Mythical Pasts and Imagined Homes, 1998) e Mary Lefkowitz (por exemplo, Not Out of Africa, 1997). Estas grandes obras críticas foram caracterizadas por Asante, em 2010, como sendo uma “má compreensão da afrocentricidade ou uma tentativa de relançar a dominação eurocêntrica no conhecimento, na crítica e na literatura”.
Esonwanne, em 1992, criticou Kemet, Afrocentricity and Knowledge (1990) de Asante e caracterizou seu discurso como "implausível", sua argumentação como "desorganizada", sua análise como "crua e distorcida", sua percepção de falta de seriedade no estudo como prejudicial ao "estudo sério das culturas afro-americanas e africanas", como parte de um "projeto completo de afrocentrismo" e como sendo "indiscriminadamente racista". Esonwanne indica que a qualidade redentora e o “valor intelectual” do trabalho anterior de Asante é o seu “valor negativo ” e que é um excelente exemplo daquilo que os investigadores em estudos africanos e estudos afro-americanos “fariam bem em evitar”. Esonwanne caracteriza ainda a afrocentricidade como proposta por Asante como sendo uma "versão individualista pós-Direitos Civis da doutrina pan-africanista" que merece não ceder à "tentação de rejeitar completamente a noção de afrocentricidade em suspenso".
Asante, em 1993, responde as críticas de Esonwanne e a revisão crítica feita ao seu trabalho anterior. Asante indicou que os estudiosos que consideraram usar Esonwanne (em seu texto publicado em 1992) como um meio de compreender seus trabalhos anteriores teriam uma compreensão limitada de seus trabalhos anteriores. A caracterização de Esonwanne do trabalho de Asante como "descaradamente racista" foi tratada por Asante como "difamação gratuita" que carecia de especificidade sobre o que estava sendo caracterizado como "descaradamente racista". Além disso, Asante indicou que, devido à falta de exemplo específico citado em seu trabalho anterior para apoiar a caracterização do mesmo como "discaradamente racista", foi "não apenas uma grave violação do profissionalismo, mas uma manobra intelectual grotesca e desonesta".
Esonwanne indicou em sua crítica que agrupar Cheikh Anta Diop, Maulana Karenga e Wade Nobles era uma "mistura estranha" devido ao fato de cada um dos estudiosos ter abordagens metodológicas diferentes para estudos africanos e estudos afro-americanos. Com base nesta caracterização dos trabalhos anteriores de Asante como uma "mistura estranha", Asante, em sua resposta, viu isso como uma indicação de uma falta de compreensão e familiaridade com seus trabalhos anteriores, com os trabalhos de Diop, Karenga e Wade, bem como a teoria da afrocentricidade por parte de Esonwanne. Asante esclareceu que Cheikh Anta Diop, Maulana Karenga e Wade Nobles, apesar das diferenças em experiências profissionais ou interesses acadêmicos, eram todos estudiosos da teoria da Afrocentricidade.
Asante esclareceu que, semelhante ao uso do termo "Europeu", o uso do termo composto "Africano" não é usado em referência a uma abstração, mas é usado em referência à identidade étnica e uma herança cultura; como tal, existem usos modais de termos como "civilização africana" e "cultura africana", que não negam o significado das identidades e heranças distintas de grupos africanos mais específicos (por exemplo, afro-americanos, hausa, jamaicanos, kikuyu, Kongo, Iorubá). Asante indica que o uso de tais termos, em referência a Ma'at, foi abordado em um capítulo de seu trabalho anterior, mas que as deficiências das críticas apresentadas por Esonwanne mostram que Esonwanne pode não ter lido tão longe como esse capítulo.
Hill-Collins, em 2006, caracterizou o afrocentrismo como sendo essencialmente uma religião civil (com características como por exemplo, crenças e valores comuns; princípios comuns que distinguem os crentes dos não crentes; pontos de vista sobre as incógnitas da vida, sobre o sofrimento e sobre a morte; locais comuns de reunião e rituais que estabelecem alguém como membro de um sistema de crenças institucionalizado). Alguns aspectos que ela definiu e relacionou com a afrocentricidade proposta por Asante foram um amor fundamental pelos negros e pela negritude e valores negros comuns (por exemplo, os valores e princípios estabelecidos do Kwanzaa); outro aspecto era a centralização no negro como forma de graça ou alívio do racismo branco; outra situação analisada foi o “pecado original” do comércio transatlântico de escravos como a principal razão para o sofrimento e a morte dos negros, a África como a terra prometida e uma forma de salvação através da auto-redefinição e auto-reconhecimento como um africano, bem como a rejeição do que é percebido como sendo das pessoas brancas e da cultura branca (que são vistas como portadoras de más qualidades em relação às pessoas negras). Outro aspecto da caracterização do afrocentrismo como religião civil envolve a exclusão homofóbica e sexista de indivíduos negros LGBT, mulheres negras, indivíduos birraciais e multirraciais e indivíduos negros das classes sociais mais altas.
Asante, em resposta publicada em 2007, caracterizou a crítica de Hill-Collins de 2006 como seguindo uma abordagem semelhante a Stephen Howe e Mary Lefkowitz de não fornecer uma definição clara para o conceito de afrocentricidade que eles estão tentando criticar e então, subsequentemente, caracterizar negativa e incorretamente a afrocentricidade como afrocentrismo (tratando como uma forma negra de eurocentrismo). Asante indica que a afrocentricidade não é um sistema fechado de pensamento ou crença religiosa; em vez disso, indicou que se trata de uma dialética crítica que permite um diálogo aberto e um debate sobre os pressupostos fundamentais em que se baseia a teoria da afrocentricidade. Asante criticou e caracterizou ainda a crítica de Hill-Collins como sendo "não apenas um estudo pobre", mas uma "forma de auto-desprezo" que é tipicamente "envolvida por carreiristas vulgares cujo plano é distanciar-se da agência africana". Asante destacou o trabalho intelectual de Hill-Collins sobre a centralização das mulheres da diáspora africana para contrastar com a sua caracterizada falta de compreensão do trabalho intelectual sobre a centralização dos povos africanos em que a afrocentricidade se concentra. Como uma continuação de Black Power to Hip Hop: Racism, Nationalism, and Feminism? , ela é autora de Etnia, Cultura e Política Nacionalista Negra, que Asante caracteriza como tendo noções vagamente definidas de nacionalismo negro, afrocentrismo/afrocentricidade, religião civil e identidade étnica afro-americana. Asante caracterizou suas críticas à afrocentricidade como apoiando uma agenda intelectual fabricada e baseada na política reacionária que cerca a história americana moderna.
Asante destaca ainda que a perspectiva de Hill-Collins sobre o nacionalismo negro, em vez de ser distinta das abordagens habituais, deriva da mesma origem destas abordagens (por exemplo, nacionalismo feminista negro, nacionalismo cultural, nacionalismo religioso, nacionalismo revolucionário).No contexto da identidade nacional americana racializada, Asante caracteriza a noção de religião civil de Hill-Collins como a reverência ao governo civil americano e aos seus princípios políticos; junto com esta noção está a visão caracterizada de imigrantes afro-caribenhos escolhendo não se tornarem americanos "negros" (que mais tarde se juntam aos afro-americanos e participam do movimento UNIA), imigrantes europeus escolhendo se tornarem americanos "brancos", o poder social europeu-americano da branquitude para apagar sua identidade racial e se tornar qualquer outra identidade (por exemplo, nativo americano, de ascendência irlandesa, de ascendência italiana), exceto uma identidade de ascendência africana, o poder social europeu-americano para operar como indivíduos em vez de uma identidade racial monolítica (por exemplo, negro americano) e uma tradição de racismo operando no contexto moderno de dessegregação e ilusão de igualdade.
Seguindo a sua visão caracterizada do nacionalismo negro, Asante indica que Hill-Collins confunde o nacionalismo negro (por exemplo, Louis Farrakhan e a Nação do Islã) com afrocentricidade. Asante indica que o nacionalismo negro, como ideologia política, é distinto da afrocentricidade, que é um paradigma filosófico, e que ambos servem propósitos distintos e operam em esferas distintas. Em vez de ser uma reformulação do nacionalismo cultural negro e ser uma religião civil, Asante indica que os estudos negros derivaram e se desenvolveram do nacionalismo negro e que o desenvolvimento da afrocentricidade é posterior ao desenvolvimento dos estudos negros. Asante indica que o entendimento correto de Hill-Collins é que “a afrocentricidade é uma teoria social no sentido de que explica o deslocamento, a desorientação e a escravização mental do povo africano como sendo uma função da hegemonia racial branca”. Em relação a essa visão, Asante indica que mutilar os próprios membros de sua comunidade é uma das maiores formas de deslocamento e que reverenciar as instruções de um "senhor escravizador" ao invés de intelectualmente defender seus próprios compatriotas é uma forma de comportamento deslocado.
A peça central da abordagem de Hill-Collins, segundo a forma como Asante a caracterizou, é que “a afrocentricidade tomou a estrutura da religião civil americana e despojou-a dos seus símbolos americanos e substituiu-a por um sistema de valores negros”. Asante indica que os primeiros africologistas (por exemplo, Nah Dove, Tsehloane Keto, Ama Mazama, Kariamu Welsh, Terry Kershaw) do "Círculo de Temple" ou estudiosos contemporâneos (por exemplo, Maulana Karenga, Wade Nobles, Asa Hilliard, Clenora Hudson -Weems, Linda Myers) não tinham intenção consciente de criar uma religião civil como afirma Hill-Collins.

## Lista de Africologistas

### Círculo de Temple
- Abu Abarry[9]
- Kariamu Galês Asante[55][9][56][6][5]
- Molefi Kete Asante[7]
- Aisha Blackshire-Belay[6][5]
- Nah Pomba[55][56][6][5]
- Carlos Fuller[6][5]
- Terry Kershaw[55][9]
- C. Tsehloane Keto[55][9][56][6][5]
- Ama Mazama[55][9][6][5][7]
- Teófilo Obenga[9][6][5]
- James Ravel[6][5]
- Thelma Ravel[6][5]